# Rock Pit
Albums de High and Mighty Color
San
(2007) Swamp man
(2009)
Singles
Rock Pit est le 4e album du groupe de pop-rock japonais High and Mighty Color. Il est sorti au Japon le 19 mars 2008 sous SME Records.

## Présentation
Il atteint la 24e place du classement de l'Oricon. Il se vend à 6 767 exemplaires la première semaine et reste classé pendant 4 semaines, pour un total de 12 563 exemplaires vendus. Cet album contient de nouvelles versions des deux singles, Amazing et Flashback / Komorebi no Uta, et une reprise Rosier de Luna Sea; tandis que Dreams se trouve sur la compilation 10 color singles. La troisième chanson de l'album Toxic, a été utilisé comme thème musical pour le jeu vidéo Warriors Orochi: Rebirth of the Demon Lord sur PlayStation 2.

## Liste des titres
| 1.  | Amazing -Prelude of Rock Pit-                    | Maakii & Yuusuke | 4:27 |
| 2.  | Break now!                                       | Yuusuke          | 2:50 |
| 3.  | Toxic                                            | Yuusuke          | 3:52 |
| 4.  | Flashback -digital grain mix- (フラッシュバック) | Maakii & Yuusuke | 4:40 |
| 5.  | Hinata                                           | Yuusuke          | 4:37 |
| 6.  | Earth                                            | Yuusuke          | 4:48 |
| 7.  | *Skit*                                           | Yuusuke          | 1:30 |
| 8.  | Gambling (ギャンブリング)                        | Maakii & Yuusuke | 2:38 |
| 9.  | Meki Meki (メキメキ)                             | Yuusuke          | 3:23 |
| 10. | Zero Sympathy                                    | mACKAz           | 2:40 |
| 11. | Rosier                                           | Luna Sea         | 4:41 |
| 12. | Tokyo Night (東京ナイト)                         | Maakii & Yuusuke | 4:24 |
| 13. | Tegami (手紙)                                    | Yuusuke & SASSY  | 4:41 |
| 14. | Komorebi no Uta (Rock Pit ver.) (木漏レビノ歌)   | Maakii & Yuusuke | 3:42 |

| 1. | HIGH and MIGHTY COLOR Show Time |  |